# Perusia subnotata
Perusia subnotata är en fjärilsart som beskrevs av Paul Dognin 1913. Perusia subnotata ingår i släktet Perusia och familjen mätare. Inga underarter finns listade i Catalogue of Life.